# 빅커스 바이카운트

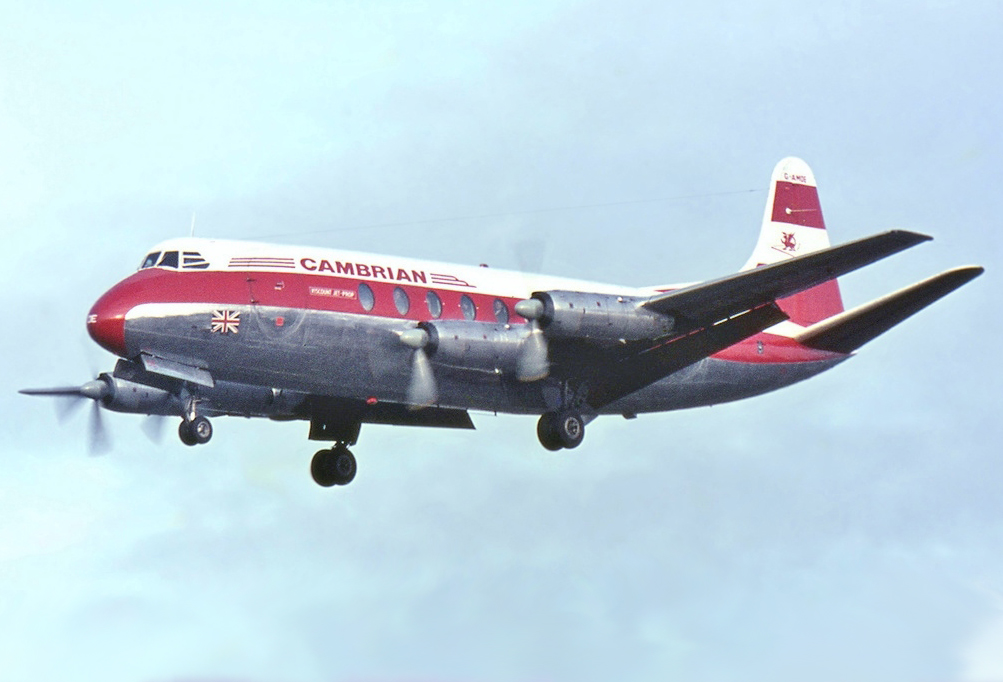

빅커스 바이카운트(Vickers Viscount)는 영국제 중형 터보프롭 여객기다. 빅커스-암스트롱스사 제품이고, 1948년 초도비행하여 1953년 취역했다. 최초의 터보프롭 여객기였다.
바이카운트는 가압, 진동 및 소음 감소, 파노라마 창을 비롯한 쾌적한 객실 조건으로 대중적 호평을 받았다. 전후 제1세대  여객기 가운데 가장 성공적인 기종이었다. 총 445기가 건조되었다.

## 같이 보기
- 일류신 Il-18
- 록히드 L-188 일렉트라